# Sel de gusano
 (juillet 2025).
 (avril 2024).

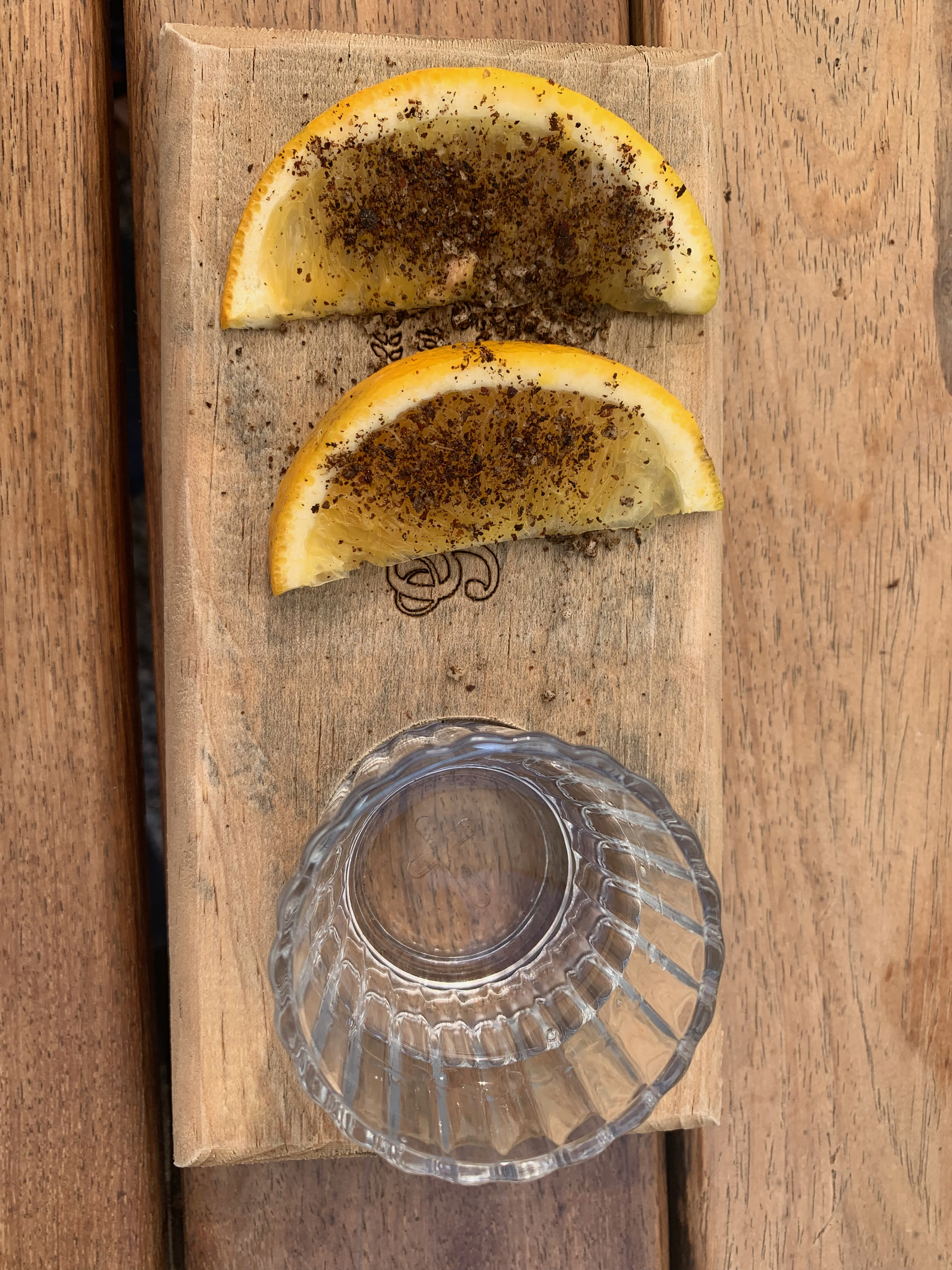
Sel de gusano sur des quartiers d'orange, accompagnés d'un verre de mezcal.

Le sel de gusano ou sel de ver (en espagnol sal de gusano, littéralement « sel de ver »), parfois précisé sel de ver d'agave, est une épice traditionnelle de la gastronomie de Oaxaca (es). Il est composé de sel marin, de gusanos de maguey (es) grillés et moulus et de piments secs,,.

## Fabrication
Les gusanos rojos de maguey, gusanos chinicuiles ou belatobes (en langue zapoteca) (aussi bien les espèces Comadia redtenbacheri que Xyleutes redtenbacheri), des chenilles, sont récoltés entre les mois de juillet et septembre quand ils abondent dans les Agaves. Après avoir été netttoyés et séchés au soleil, ils sont rôtis dans un comal et réduit en poudre avec un métate. Cette poudre est mélangée avec du sel et des piments secs grillés, des chile de árbol par exemple.

## Utilisation
Le sel de gusano, dans quelques régions de Oaxaca, sert à assaisonner des soupes. Son utilisation la plus courante est pour assaisonner des quartiers d'orange mangés accompagnés d'un verre de mezcal.